# Forest City London
Maillots
Dernière mise à jour : 11 février 2016.
Les Forest City London est un club professionnel de soccer basé à London (Ontario) au Canada. Le club a intégré la Great Lakes Division, en Premier Development League (quatrième division américaine) en 2009 dont il a été champion à l'issue des séries éliminatoires en 2012 et opère désormais en League1 Ontario.

## Histoire
Forest City Londonn rejoint la Premier Development League en 2009 et participe à sa première rencontre le 29 mai 2009 contre les Cleveland Internationals. London l'emporte par 2 buts à 1 alors que Kevin Zimmerman inscrit le premier but de l'histoire du club. La première saison de l'équipe est plutôt bonne où cette dernière reste invaincue lors de ses dix premiers matchs, remportant sept victoires dont une face aux Cincinnati Kings (3-1) ou encore un 5-0 infligé au Kalamazoo Outrage. La première défaite de London a eu lieu début juillet contre les Indiana Invaders (3-1). À la suite de cette défaite, la franchise de l'Ontario passe dans une phase de nombreuses défaites et l'équipe ne remporte plus le moindre match jusqu'à la fin de la saison. Finalement, ils terminent troisièmes de la Great Lakes Division, sept points derrière les champions de la division, Kalamazoo. Malgré tout, ils se qualifient pour le premier tour des playoffs contre le Chicago Fire Premier contre qui ils perdent la rencontre par un but à zéro à la suite d'un but de Andre Akpan. Kevin Zimmerman et Alan McGreal terminent meilleurs buteurs de cette première saison avec respectivement neuf et sept buts alors que Anthony Di Biase est meilleur passeur de l'équipe avec quatre passes.

### Maillots
Les couleurs de la franchise sont le bleu, jaune et blanc. Depuis 2009, c'est Umbro qui équipe le club.

## Stade
- TD Waterhouse Stadium; London (2009–2010)
- London Portuguese Club Field; London 2 rencontres (2009–2010)
- London Marconi Soccer Club Field; London 4 rencontres (2009–2011)
- German-Canadian Club of London Field; London (2009–)

## Joueurs notables
- Tyler Hemming
- Carl Haworth
- Luke Holmes

### Joueurs internationaux
- Anthony Di Biase
- Tyler Hemming

### Entraîneurs
- Martin Painter (2009–)

## Saisons
| Saison | Division | Ligue           | Saison régulière | Séries                        |
| ------ | -------- | --------------- | ---------------- | ----------------------------- |
| 2009   | 4        | PDL             | 3e, Great Lakes  | Demi-finale de division       |
| 2010   | 4        | PDL             | 2e, Great Lakes  | Demi-finale de conférence     |
| 2011   | 4        | PDL             | 3e, Great Lakes  | Quart de finale de conférence |
| 2012   | 4        | PDL             | 2e, Great Lakes  | Champions                     |
| 2013   | 4        | PDL             | 1er, Great Lakes | Finale de conférence          |
| 2014   | 4        | PDL             | 4e, Great Lakes  | Non qualifié                  |
| 2015   | 4        | PDL             | 3e, Great Lakes  | Barrage de division           |
| 2016   | 3        | League1 Ontario | Western          | À venir                       |

### Palmarès
- Premier Development League (PDL) (1) : 2012

### Affluences moyennes
Les affluences sont calculées par la moyenne des affluences reportées par les équipes lorsqu'elles jouent à domicile.
- 2009 : 1 632
- 2010 : 1 246
- 2011 : 841
- 2012 : 507
- 2013 : 1 146
- 2014 : 777

### Rivalités
- London City qui évolue en Ligue canadienne de soccer
- Toronto Lynx, rival jouant dans la même division que Forest City London en PDL
- K-W United FC évolue également dans la même division en PDL